# Heinrich Schaefer
Heinrich Schaefer (1883–1943) foi um escritor alemão.
Schaefer era um funcionário da Die Aktion.

## Publicações
- (1903) Pfarrkirche und Stift im deutschen Mittelalter Berlim: F. Enke
- (1912) Waffenstudien zur Thidrekssaga Berlin: Mayer & Müller
- (1914) Niedergang und Erhebung der Kulturmenschheit Berlin: Erik Hofmann & Co
- (1918) Drei Erzählungen Berlin: Die Aktion